# 柏丽慕达时装学院
義大利服裝設計暨時尚管理學院（義大利語：Ente per le Arti applicate alla Moda e al Costume），簡稱柏丽慕达（義大利語：Polimoda），是一所位於意大利托斯卡納大區首府佛羅倫薩的私立時裝學校。學校最初由紐約時裝技術學院前名譽執行副校長兼時尚產業教育基金會執行董事雪莉·古德曼和Marquis di Barsento的創始人艾米里歐·璞琪創立。佛羅倫薩著名品牌Emilio Pucci。今天的管理人員包括Ferruccio Ferragamo擔任董事會主席，Massimiliano Giornetti擔任擔任校長，Linda Loppa 擔任戰略和願景顧問。

## 历史
該校成立於1986年，是佛羅倫薩市和普拉托市與紐約州立大學時裝技術學院的聯合項目，目前在義大利擁有17個校區。它是國際時裝技術學院基金會的成員。它未被義大利教育部、Ministero dell'Istruzione、dell'Università e della Ricerca列為授權授予音樂、舞蹈和藝術學位的機構。
1986 年，根據兩個國際時尚中心和兩個行業開拓者的協議，Polimoda 成立了 Politecnico Internazionale della Moda。紐約時裝技術學院 (FIT)前名譽執行副校長兼時尚產業教育基金會執行董事雪莉·古德曼 ( Shirley Goodman ) ，以及佛羅倫薩著名品牌埃米利奧·普奇(Emilio Pucci) 的創始人、侯爵迪·巴森托 (Don Emilio Pucci) ，齊心協力創建了一個卓越的時尚教育中心，為這座城市和全球行業提供服務。第一堂課在佛羅倫薩市中心的Villa Strozzi 上課那一年，研究所的實力和影響力從那時起不斷增長。
1992 年，第二個針織和紡織品創作校區在普拉托成立，2000 年晚些時候，第三個專門從事設計的前哨基地在 Via Baldovineti落成。2015 年，柏麗慕達設計實驗室將這兩個目的集中在一個統一的空間中，在其位於斯堪的奇的當前位置紮根。
2006 年，Polimoda 迎來了新任董事長Ferruccio Ferragamo，前任校長、現任戰略與願景顧問Linda Loppa也加入了這一行列。這標誌著學院進入了一個新時代，2011 年，他們一起在法瓦別墅 ( Villa Favard ) 開設了校園，學校至今仍在那裡。
Massimiliano Giornetti，Salvatore Ferragamo前創意總監和 Polimoda 時裝設計學院主任，於 2021 年被任命為新校長。他是 Polimoda 時裝設計學院的校友，相信學校的國際性、與佛羅倫薩市的聯繫以及與佛羅倫薩市的關係發展該行業最重要的公司。
學院提供本科和研究生水平的全日制課程，以及各種短期課程。2018 年，三個校區共有來自 75 個國家的約 2300 名學生。

## 外部連結
- 官方网站